# Шерфиг, Ханс
Ханс Кристиан Ше́рфиг (дат. Hans Christian Scherfig; 8 апреля 1905[…], Копенгаген — 28 января 1979[…], Хиллерёд, Фредериксборг) — датский писатель, художник и деятель коммунистического движения.
Шерфиг был многолетним членом Коммунистической партии Дании. Среди его самых известных романов — «Мёртвый человек», «Скорпион», «Пропавший чиновник», «Загубленная весна» и др. Как художник он стал особенно известен своими литографиями животных и джунглей.

## Происхождение
Шерфиг родился в районе Остербро, Копенгаген, у незамужней Клодин Нильсен (1876—1921). Отцом был Кристиан Дидерик Шерфиг 1859—1931), впоследствии женившийся на Клодин. При крещении в церкви Св. Иакова 8 апреля 1906 года Шерфиг был крещен как Ханс Кристиан Шерфиг. Его отец был директором Hoffensbergske Etablissement, одной из крупнейших типографий города, таким образом Шерфиг вырос в семье среднего класса с консервативными ценностями.
Окончив школу в 1924 году, Шерфиг изучал зоологию в университете, но в итоге отказался от неё в пользу живописи. В течение почти 15 лет он работал над книгой о стрекозах, но так и не смог завершить её до самой смерти. По его словам, это была его самая важная работа.

## Политика
Шерфиг с 1932 года до своей смерти в 1979 году был одним из самых видных членов Коммунистической партии Дании, где в течение многих лет входил в ЦК, руководящий орган партии.
С женой Элизабет Карлински проживал в Копенгагене, но потом переехал на ферму в Северной Зеландии. Во время немецкой оккупации Дании Шерфиг, с июня 1941 года, когда нацистская Германия начала войну против Советского Союза, находился в тюрьме. В 1943 году бежал и находился в подполье.
Выступал против ЕС, в котором он видел монополизацию Европы капиталистами, и в 1972 году провёл сравнение между Европейским союзом и нацистской Германией.

## Творчество
Шерфиг написал семь романов, один из которых, «Скорпион», был издан в более чем 20 странах. Помимо романов, он написал воспоминания о путешествии в СССР, в частности, в советский Кыргызстан и сатирические рассказы о жизни в США, последние были написаны после поездки в Штаты в 1929-30 гг, что он вспоминал всю жизнь и что питало его социальный протест против капитализма.
Помимо литературы, он также работал как художник. Он продолжал работать, несмотря на частичную потерю зрения, но, по его словам, это ему даже помогло найти свой стиль.
В конце 1920-х он рисовал в жанре кубизма, и дебютировал на выставке в 1928 году. Но стал известен своими литографиями джунглей и животных в жанре наивизма, частично переняв манеру Анри Руссо.
В контрасте с природой находится его проза, например, «Пропавший чиновник». После душевного расстройства министерский клерк Теодор Амстед ищет встречи с природой, но находит её хаотической, несправедливой и жестокой. Отчасти на этой основе строятся коммунистические идеалы общества у Шерфига, где, в отличие от природы и капитализма, социум защищает слабых.
В 1973 году Ханс Шерфиг получил главную литературную премию от «Датской академии».
Шерфиг умер от тромба и был похоронен на кладбище Assistens Kirkegaard в Копенгагене. Надгробный камень могилы писателя безымянный, выполнен в виде черепахи, автор — скульптор Карл Отто Йохансен (1975 год).